# Lupe Ontiveros
Guadalupe Moreno Castañón (El Paso, Texas, 17 de septiembre de 1942-Whittier, California, 26 de julio de 2012), más conocida por su nombre artístico Lupe Ontiveros, fue una actriz estadounidense de origen mexicano de cine y televisión. Ontiveros actuó en numerosas películas y programas de televisión, a menudo interpretando una criada o, más recientemente, una abuela que todo lo sabe.
Ontiveros nació como Guadalupe Lupe Moreno en El Paso, Texas, hija de Luz Lucita Castañón y Juan Moreno, de clase media, inmigrantes mexicanos que superaron la falta de educación formal regentando una fábrica de tortillas y dos restaurantes en El Paso. Se graduó de la escuela secundaria Pasadena High School, y se fue a estudiar a la Universidad de Mujeres de Texas en Denton (Texas), donde obtuvo una licenciatura en trabajo social.
Ontiveros fue criada como católica. Después de su matrimonio, ella y su esposo se mudaron a California para realizar su sueño de iniciar un negocio en la automoción. Durante un período de insatisfacción profesional con su carrera de servicio social, Ontiveros barajaba la opción de volver a la universidad para cursar un grado de enfermería, cuando vio un anuncio para hacer de extra en una película local. Con el apoyo de su marido, comenzó con papeles sencillos, que a la larga le valieron una larga y fructífera carrera en la pantalla.
Durante su larga trayectoria como actriz, Ontiveros dedicó gran parte de su tiempo al activismo, trabajando por muchas de las causas a las que se había enfrentado durante sus 18 años de trabajadora social, como la prevención de la violencia doméstica y su concientización, y prevención del sida, entre otros problemas de salud.
Ontiveros falleció víctima de cáncer de hígado el 26 de julio de 2012.

## Carrera
Uno de los papeles más prominentes de Lupe en las primeras películas en las que actuó en 1983 fue Gregory Nava , en el filme  El Norte, en la que interpretó a una costurera y criada que era mentora de una niña inmigrante recién llegada de Guatemala. En una entrevista en 2004 con el periódico  Dominicana Listin Diario , ella llamó a El Norte como la película que siempre permanecerá en mí. También interpretó Ontiveros dentro de su carrera actoral a un ama de llaves llamada Rosalita, una doncella española contratada para ayudar en el embalaje y mudanza de la familia Walsh en el exitoso adventure film The Goonies (1985) y un ama de llaves en Dolly Dearest (1992). Ella también tuvo un cameo en Blood in Blood Out (1993) como Carmen, una traficante de drogas.
Ontiveros, durante su carrera actoral participó en la serie web Los Americans (2011), la cual se caracteriza por contar con un foco multigeneracional, de una familia de clase media que vive en Los Ángeles. Durante la serie, participó junto a Esai Morales, Tony Plana, Yvonne DeLaRosa, Raymond Cruz, Ana Villafañe y JC González, quien era su nieto en la serie, teniendo la oportunidad el joven actor de aprender de esta afamada artista.

## Filmografía
- 2012
  - ¡Rob!.... Abuelita
  -  Desperate Housewives.... Juanita Solís
- 2011
  - Un chihuahua de Beverly Hills 2.... Sra. Cortez
- 2010
  - Our Family Wedding.... Mamá Cecilia
- 2009
  - Hacia la vida.... Soledad
  - Reaper.... Abuela de Ben (2 episodios, 2009).
  - Southland.... Marta Ruiz (1 episodio, 2009).
  - Crawlspace
- 2008
  - Days of Wrath.... Anita
  - Weeds.... Nun (1 episodio, 2008).
  - Juan Frances: Live!.... Nena
- 2007:
  - Universal Signs.... Claire
  - This Christmas.... Rosie
  - Dark Mirror.... Grace
  - Cory in the House.... Mamá Martínez (2 episodios, 2007).
  - Tortilla Heaven.... Adelfa
- 2006:
  - A Girl Like Me: The Gwen Araujo Story (TV).... Mami
- 2005:
  - Mind of Mencia.... Madre de Carlos (1 episodio, 2005).
  - Testing Bob (TV).... Secretaria
  - Desperate Housewives.... Juanita Solís (6 episodios, 2004–2005).
  - Reba.... Penny (1 episodio, 2005).
- 2004:
  - Maya & Miguel.... Abuela Elena (1 episodio, 2004).
  - 30 Days Until I'm Famous (TV).... Rosa Moreno
- 2002
  - Greetings from Tucson.... Magdalena (5 episodios, 2002–2003).
  - Mr. St. Nick (TV).... Tía Sofía
  - Resurrection Blvd..... Lupe (1 episodio, 2002).
  - Passionada.... Angélica Amonte
  - Pasadena.... Pilar (4 episodios, 2001–2002).
  - The Brothers García.... Abuelita /... (3 episodios, 2000–2002).
  - Leap of Faith.... Lupe (1 episodio, 2002).
  - King of the Hill.... Anne (1 episodio, 2002).
  - Real Women Have Curves.... Carmen García
- 2001
  - Storytelling.... Consuelo ('No-ficción').
  - Gabriela.... Abuela Josie
  - La olla
- 2000
  - Strippers.... Mensaje de crédito
  - Luminarias.... Tía Tonia
  - Picking Up the Pieces.... Constancia
  - Chuck & Buck.... Beverly Franco
  - The Egg Plant Lady.... Connie
- 1999
  - Candyman 3: Day of the Dead (V).... Abuela
  - Mejor... imposible.... Nora Manning
  - Veronica's Closet.... Louisa (4 episodios, 1997).
  - The Brave.... María
  - Dave's World.... Sra. del bingo (1 episodio, 1997).
- 1997
  - Selena.... Yolanda Saldívar
- 1996
  - Caroline in the City.... Rosa (1 episodio, 1996).
  - Red Shoe Diaries (1 episodio, 1996).
- 1995
  - My Family.... Irene
- 1993
  - La carpa.... La Vendedora
  - Dudley.... Marta (4 episodios, 1993).
  - Blood In, Blood Out......Carmen (traficante de drogas).
  - Rio Diablo (TV).... Ducna
- 1992
  - Universal Soldier.... Criada de Gregor
  - Tales from the Crypt.... Sra. Leona (1 episodio, 1992).
- 1991
  - Great Performances.... Parranda (pastora) (1 episodio, 1991).
  - Dolly Dearest.... Camila
  - How Else Am I Supposed to Know I'm Still Alive?.... Lupe
- 1990
  - A Show of Force.... Pepita
  - Grand Slam TV series.... Abuela Gómez (episodio desconocido).
- 1989
  - Those She Left Behind (TV).... Rosa
- 1988
  - Punky Brewster.... Sra. Aragón (1 episodio, 1988).
  - CBS Schoolbreak Special.... Sra. Rojas (1 episodio, 1988).
  - Who's the Boss?.... Margarita (1 episodio, 1988).
  - Hallmark Hall of Fame.... Remedios Acosta (1 episodio, 1988).
- 1987
  - I Married Dora (2 episodios, 1987).
  - Born in East L.A..... Madre de Rudy
  - The Rosary Murders.... Sofía
  - 1986
  - When the Bough Breaks (TV).... Cruz
  - Fame.... Sra. Castillo (1 episodio, 1986).
  - 1985
  - Los Goonies.... Rosalita
  - Little Treasure.... Voz del supermercado #1
- 1984
  - Jessie.... Mary Velasco (1 episodio, 1984).
  - a.k.a. Pablo.... Sra. Álvarez (1 episodio, 1984).
- 1981
  - Hill Street Blues.... Sra. Uribe /... (3 episodios, 1981–1984).
  - El Norte.... Nacha
  - ABC Afterschool Special.... Sra. Núñez (1 episodio, 1983).
- 1982
  - The Border.... Madame en prostíbulo
  - American Playhouse (1 episode, 1982).
- 1981
  - Zoot Suit.... Dolores
- 1980
  - B. J. and the Bear.... Criada Mexicana (1 episodio, 1980).
  - Cheech & Chong's Next Movie.... Mujer madura
- 1978
  - The White Shadow.... Sra. Gómez (3 episodios, 1978–1980).
  - California Suite.... Camarera - En el hotel
  - The Boss' Son.... María
  - The Big Fix.... Criada
  - Soap.... Dama en el aeropuerto (1 episodio, 1978).
- 1977
  - The World's Greatest Lover.... Prostituta #2
  - Eight Is Enough.... Mariana (1 episodio, 1977).
  - Alice.... María Fernández /... (2 episodios, 1977).
- 1976
  - Charlie's Angels.... Criada (1 episodio, 1976).